# Aldringaborg

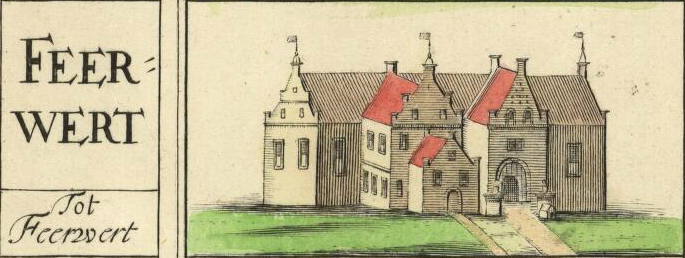
De Aldringaborg op de kaart van Willem en Frederik Coenders van Helpen (1678).

De Aldringaborg, ook Aldringaheerd of grote borg genoemd, was een borg ten noordwesten van het dorp Feerwerd in de Nederlandse provincie Groningen. Op de plek van de borg werd later boerderij  't Olde Bosch gebouwd. Sinds 2012 staat op deze plek (Zijlsterweg 4, Feerwerd) de nieuwe kantoorboerderij van het bedrijf Koepon. De grachten rondom de boerderij zijn nog grotendeels intact. Aangezien de borg een dubbele grachtenring heeft, wordt het voor mogelijk gehouden dat de bossages aan noordzijde van het Lucaspad ten zuiden van de borg vroeger bij de singels gehoord hebben.

## Geschiedenis
De familie Aldringa heeft het huis gezien het feit dat zij rond 1600 eigenaar waren van het graf van Jacop Tayenghe (overleden 1539) mogelijk geërfd van de familie Tayenghe, die in de 16e eeuw voorkomt in Feerwerd. In dit graf werden later nog 3 Aldringa's begraven. Het bestaan van een borg komt voor het eerst naar voren in 1610, toen Meit Hoendrix, de weduwe van Jebbo Aldringa (overleden vóór 1588) een conflict had met Tet Douwema, de vrouw van Sytz van Botnia van de Luursemaheerd, de kleine borg van Feerwerd. De eigenaren van beide borgen konden niet echt goed met elkaar overweg. Het geschil draaide over het feit dat Tet glazen in de kerk van Feerwerd had gezet waarop stond dat zij (de) erfvrouwe van Feerwerd zou zijn en Tet het er onder andere niet mee eens was dat Jebbo en Meits zoon Popco Aldringa zich hoofdeling van Feerwerd noemde. Het geschil werd door de Hoofdmannenkamer beschouwd als iets wat ze onderling moesten verdragen als 'goede ehrlevende luiden'. In 1624 overleed Popco en ging de borg over op zijn neefje Jebbo Aldringa. In 1645 ontstond een nieuw conflict toen professor William Makdowell, de eigenaar van de kleine borg (en naar eigen zeggen 'principaelste collator ende hovelinge tot Feerwert'), Jebbo er bij de hoge justitiekamer van beschuldigde het uurwerk met de wapens van de kleine borg van de kerk te hebben gesloopt en in plaats daarvan een nieuw uurwerk met zijn eigen wapens te hebben geplaatst. Er waren in die tijd echter geen hoofdmannen beschikbaar voor een rechtszaak, waardoor het conflict niet werd opgelost. Jebbo's zoon Gerhart trok naar de naar hem vernoemde Aldringaheerd of Bloemersmaheerd in Niekerk. In 1658 overleed Jebbo en werd de Aldringaborg publiek verkocht. De omschrijving van het goed luidde toen:
Een schoon en welbetimmerd huis met allerhande accommodatie van kamers, keuken, kelder, brouwhuis, paardenstal, een goede schuur, twee schone hoven met vruchtbomen en andere plantages, een tuin, poorten, brug, grachten en singels, met 72 grazen land, gerechtigheden, item een kelder, "begrafenis" en gestoelte in de kerk.
De borg werd voor 540 carolusgulden per gras verkocht aan Agnes van Bassen, de weduwe van Derck Alberda, die weer een broer was van Elisabeth Alberda, de vrouw van Makdowell van de kleine borg. Daarmee waren beide borgen in dezelfde familie gekomen. Rond 1667 lijkt Reint Alberda, de zoon van Derck Alberda en Agnes van Bassen, de borg te hebben verkregen. Hij woonde toen zelf op de kleine borg en zijn moeder Agnes in de grote borg. In 1696 stierf Reint Alberda echter, waarop zijn schuldeisers de beide borgen een jaar later lieten verkopen. Het aantal grazen land was toen reeds teruggelopen tot 59,75. Het huis werd voor 11.600 carolusguldens gekocht door Maria Commersteyn van Poelgeest en Koudekerk op naam van haar man, de in 1695 wegens verduistering uit Holland en Utrecht verbannen belastingontvanger Gerard Schatter van Petten. Beide echtelieden verkeerden echter in huwelijkse twist en al snel gingen ze uit elkaar. In 1706 vertrok Gerhard naar de stad Groningen en Maria naar de Englumborg, waar haar dochter en schoonzoon Johan Willem Ripperda woonden. Zij nam daarbij een paard, haver en wat meubilair van de borg mee, waar Gerard het niet mee eens was: hij liet een proces tegen haar aanspannen om deze 'ontvreemde' goederen terug te krijgen. Ripperda koos echter voor eigenrichting: hij viel samen met een aantal dienaren de borg binnen en nam de koopbrief en het aanwezige geld mee. Bij deze inval werden grote vernielingen aangericht in de borg. Vervolgens liet hij Schatter zijn huis in Groningen uitzetten en liet hem arresteren en naar de Hoofdwacht brengen. Schatter en zijn meiers spanden daarop in totaal 15 processen tegen Ripperda aan bij de hoge justitiekamer, die hem vervolgens zelf ook 'berover van de borg te Feerwerd' noemde en hem veroordeelde. Een en ander werd juridisch uitgevochten tot een revisie aan toe. Ripperda wist echter uiteindelijk met een schikking weg te komen.
Ondertussen verpachtte Gerhard in 1712 de borg met bijbehorende rechten voor 9 jaar aan Johan Dominicus van Heerma en Clara Francisca Gramaye voor de som van 16.500 carolusgulden. Ripperda wist beide echtelieden er echter reeds in 1714 toe te bewegen de rechten van de borg op hem over te dragen. 
In 1734 verkocht zijn zoon Ludolf Luurd van Ripperda de borg voor 18.000 carolusgulden aan de stad Groningen. De stad was het enkel om de rechten van de borg te doen en liet deze daarop in 1735 voor 635 carolusgulden op afbraak verkopen aan aannemer Christiaan Allardi. In 1810 verkocht de stad het landgoed van 62 grazen aan een particuliere koper. Het huis was toen reeds vervangen door de boerderij  't Olde Bosch', die gezien een gevelsteen die zich vroeger op het voorhuis bevond rond 1765 vermoedelijk opnieuw werd gebouwd. In 1973 werd de boerderij hernoemd tot Aldringaheert. Later werd ook een nieuwe uitrit aan oostzijde van deze boerderij aangelegd naar de Zijlsterweg ten noorden van Feerwerd.
In 2012 werd de bijna 250 jaar oude boerderij afgebroken en werd op de plek het kantoor van het bedrijf Koepon van miljardair Wijnand Pon gebouwd in de vorm van een kop-hals-rompboerderij naar ontwerp van De Zwarte Hond.

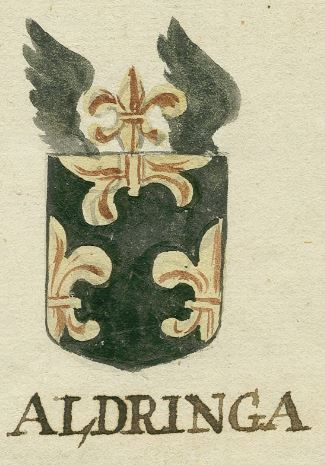
Het wapen van het geslacht Aldringa zoals vroeger aanwezig op een gebrandschilderd officiersglas uit ca. 1660 in de Nieuwe Kerk in Groningen. Allard (of Allert) Aldringa was toen een van de burgemeesters van Groningen.
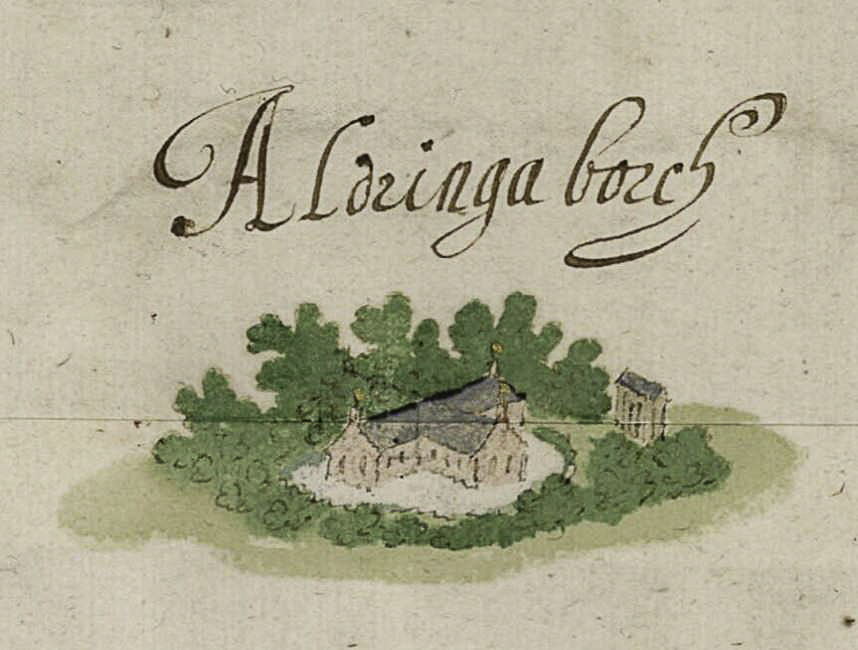
De borg met poortgebouw op de kaart van Regemortes (1644)
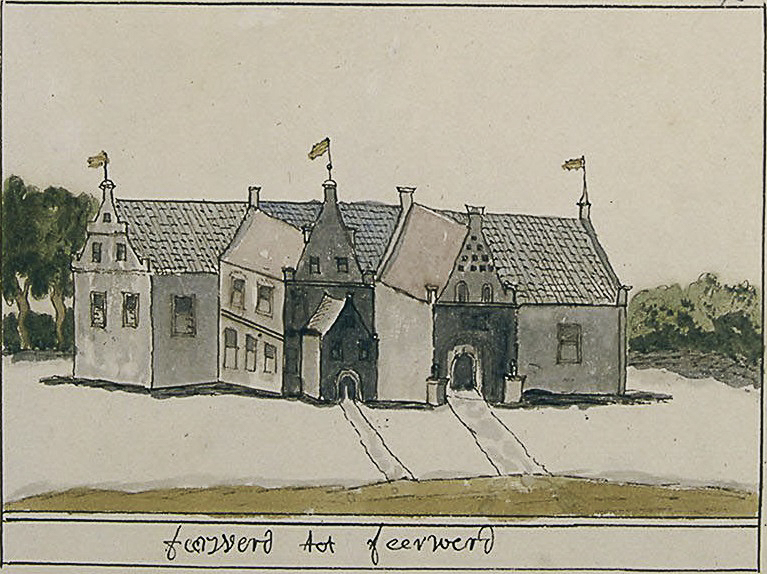
De borg in de Atlas Schoemaker (ca. 1725, bewerking van Coenders)
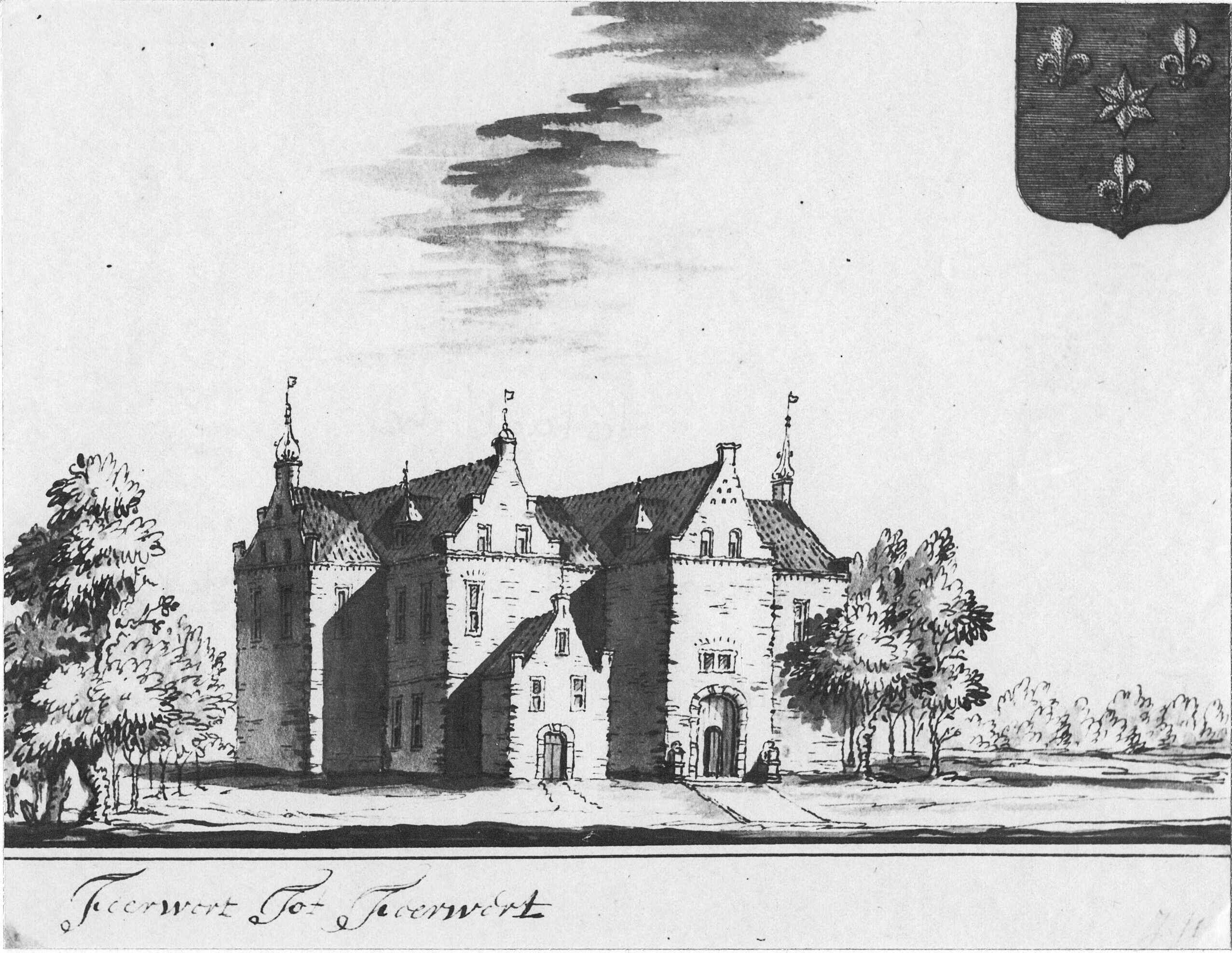
De borg door Jacobus Stellingwerff (bewerking van Schoemaker)
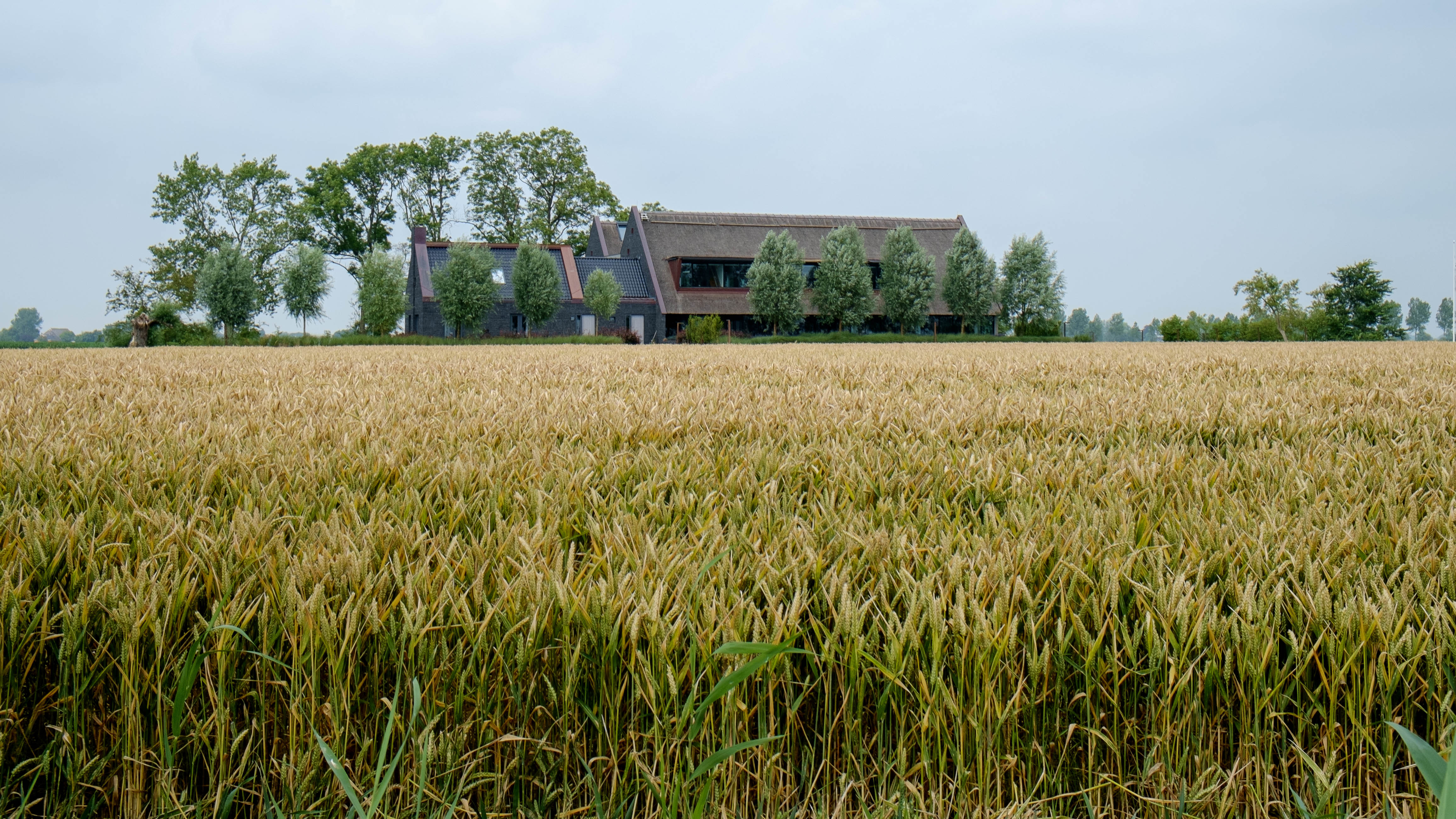
De huidige kantoorboerderij van Koepon gezien vanaf het Lucaspad